# Miroszewo (Nowe Warpno)
Miroszewo (do 1945 niem. Steinort) – dawna osada, obecnie dzielnica miasta Nowe Warpno położona w północno-wschodniej części miasta ok. 3 km od centrum, nad Zalewem Szczecińskim.

## Historia
Początki osady sięgają przeł. XVIII / XIX w. powstała tu cegielnia z czasem też folwark sprzedany w 1846 r. Wieś zamieszkana przed 1939 r. przez 7 osób. 
W czasie II wojny światowej wieś niezniszczona. W kwietniu 1945 r. do osady wkroczyły wojska radzieckie (2 Front Białoruski – 2 Armia Uderzeniowa), a administracja polska przejęła ją w poł. 1945 r. Z czasem przybyli też pierwsi polscy osadnicy. Od II połowy XX w. powstawały tu kempingi. 
W 1975 r. Zakład Usług Zjednoczenia Budownictwa Komunalnego rozpoczął w Miroszewie budowę otwartego pola namiotowego. Inwestycja została przerwana ze względu na likwidację ZUZBK. Teren został wydzierżawiony Chorągwi Zachodniopomorskiej Związku Harcerstwa Polskiego, w imieniu której, terenem administrował Hufiec ZHP Szczecin-Pogodno. W 2017 r. stanicę zlikwidowano.  
Przynależność polityczno-administracyjna Miroszewa: patrz Nowe Warpno.

## Geografia i przyroda
Osada Miroszewo objęta jest obszarem ochronnym Natura 2000. Występują tutaj liczne stanowiska lęgowe jaskółki brzegówki. Ponadto występuje tutaj geograficzne zjawisko abrazji. Ze względu na walory klimatyczne, w szczególności silne wiatry, Miroszewo wykorzystywane jest jako miejsce treningowe kitesurferów